# الاختلافات النصية في رسالة غلاطية
الاختلافات النصية في رسالة غلاطية او رسالة الى اهل غلاطية (بالإنجليزية:Textual variants in the Epistle to the Galatians) هي موضوع دراسة الاختلافات النصية في المخطوطات او ترجمات عندما يقوم الناسخ بإجراء تحريفات متعمدة أو غير مقصودة في مخطوطة على النص الذي يتم إعادة إنتاجه او ترجمته وترد في هذه المقالة أدناه قائمة مختصرة من المتغيرات النصية في هذي رسالة بالذات.

## الاختلافات النصية الموجودة
'' لأَنَّهُ فِي الْمَسِيحِ يَسُوعَ لَيْسَ الْخِتَانُ يَنْفَعُ شَيْئاً وَلاَ الْغُرْلَةُ، بَلِ الْخَلِيقَةُ الْجَدِيدَةُ.'' (غلاطية 6: 15) التراجم العربية التي كتبته ''الفاندايك'' تراجم العربية التي حذفته ''الحياة'' ''المشتركة'' ''الكاثوليكية'' 'البولسية'' '' ''اليسوعية'' ''السارة'' ''المبسطة'' ''الشريف'' المخطوطات التي حذفته بردية 46 والفاتيكانية وبعض مخطوطات القبطي الصعيدي وبعض مخطوطات الترجمات السريانية
إِذاً لَسْتَ بَعْدُ عَبْداً بَلِ ابْناً، وَإِنْ كُنْتَ ابْناً فَوَارِثٌ لِلَّهِ بِالْمَسِيحِ. (غلاطية 4: 7) التراجم العربية التي كتبته ''الفاندايك'' تراجم العربية التي حذفته ''الحياة'' 'البولسية'' ''المشتركة'' ''الكاثوليكية'' ''اليسوعية' ''السارة' ''المبسطة'' ''الشريف'' في تراجم الانجليزية بها اربعة اختلافات  1-{لله بالمسيح} 2- {لله بيسوع المسيح} 3-{للمسيح} 4-{بالله}, المخطوطات التي حذفت { بِالْمَسِيحِ} بردية 46 و الفاتيكانية والاسكندرية وبعض مخطوطات اللاتينية القديمة والفلجاتا والقبطي البحيري
وَإِنَّمَا أَقُولُ هَذَا: إِنَّ النَّامُوسَ الَّذِي صَارَ بَعْدَ أَرْبَعِمِئَةٍ وَثَلاَثِينَ سَنَةً، لاَ يَنْسَخُ عَهْداً قَدْ سَبَقَ فَتَمَكَّنَ مِنَ اللهِ نَحْوَ الْمَسِيحِ حَتَّى يُبَطِّلَ الْمَوْعِدَ. ( غلاطية 3: 17) التراجم العربية التي كتبته ''الفاندايك'' تراجم العربية التي حذفته ''الحياة'' ''السارة' ''اليسوعية' ''المبسطة'' ''الشريف'' ''المشتركة'' ''الكاثوليكية'' 'البولسية'' المخطوطات التي حذفته السينائية والفاتيكانية والاسكندرية والافرايمية وبعض مخطوطات الفلجاتا وبعض مخطوطات الترجمات السريانية والقبطي الصعيدي